# Waldo Kantor
Pour les articles homonymes, voir Kantor (homonymie).
Waldo Kantor est un ancien joueur de volley-ball argentin, né le 11 janvier 1960 à Buenos Aires. Il mesure 1,78 m et jouait passeur.

## Clubs
| Club               | Pays      | De        | À         |
| ------------------ | --------- | --------- | --------- |
| Vélez Sársfield    | Argentine | 1974-1975 | 1977-1978 |
| Ferro Carril Oeste | Argentine | 1978-1979 | 1981-1982 |
| Sienne             | Italie    | 1982-1983 | 1982-1983 |
| Jesi               | Italie    | 1983-1984 | 1984-1985 |
| Catane             | Italie    | 1985-1986 | 1985-1986 |
| Cordoue            | Espagne   | 1986-1987 | 1986-1987 |
| Catane             | Italie    | 1987-1988 | 1989-1990 |
| Modène             | Italie    | 1990-1991 | 1992-1993 |
| Montpellier UC     | France    | 1993-1994 | 1993-1994 |
| Banespa São Paulo  | Brésil    | 1994-1995 | 1994-1995 |
| Schio              | Italie    | 1995-1996 | 1995-1996 |
| Paris UC           | France    | 1995-1996 | 1995-1996 |

## Palmarès
- Championnat d'Argentine : 1980, 1981
- Championnat de France : 1997
- Coupe de France : 1997
- Coupe Morgan : 1979